# Нови Зеланд на Светском првенству у атлетици на отвореном 2015.
Нови Зеланд је на Светском првенству у атлетици на отвореном 2015. одржаном у Пекингу од 22. до 30. августа, учествовао четрнаести пут, односно учествовао је на свим светским првенствима одржаним до данас. Репрезентацију Новог Зеланда представљало је 14 атлетичара (7 мушкараца и 7 жене), који су се такмичили у 13 дисциплина (6 мушких и 7 женских).,
На овом првенству Нови Зеланд није освојио ниједну медаљу. Оборен је један рекорд континента, оборена су два национална и шест лична рекорда и један најбољи лични резултат у сезони. У табели успешности према броју и пласману такмичара који су учествовали у финалним такмичењима (првих 8 такмичара) Нови Зеланд је са три учесника у финалу делио 37. место са 9 бодова.
| Плас. | Земља       | 1. место | 2. место | 3. место | 4. место | 5. место | 6. место | 7. место | 8. место | Бр. финал. | Бод. |
| ----- | ----------- | -------- | -------- | -------- | -------- | -------- | -------- | -------- | -------- | ---------- | ---- |
| =37.  | Нови Зеланд | 0        | 0        | 0        | 1        | 0        | 1        | 0        | 1        | 3          | 9    |

## Учесници
| Мушкарци: - Николас Вилис — 1.500 м - Џулијан Метјуз — 1.500 м - Мајкл Кокран — 400 м препоне - Квентин Рев — ходање 20 км, ходање 50 км - Томас Волш — Бацање кугле - Џеко Гил — Бацање кугле - Стјуарт Фаркуар — Бацање копља | Жене: - Анџела Пети — 800 м - Ники Хамблин — 1.500 м, 5.000 м - Роса Фланаган — 3.000 м препреке - Алана Барбер — ходање 20 км - Те Рина Кинан — Бацање диска - Соситина Хакеаи — Бацање диска - Портиа Бинг — Седмобој |  |

## Резултати

### Мушкарци
| Атлетичар       | Дисциплина    | Лични рекорд | Квалификације | Квалификације | Полуфинале       | Полуфинале       | Финале            | Финале       | Детаљи                                    |
| Атлетичар       | Дисциплина    | Лични рекорд | Резултат      | Место         | Резултат         | Место            | Резултат          | Место        | Детаљи                                    |
| --------------- | ------------- | ------------ | ------------- | ------------- | ---------------- | ---------------- | ----------------- | ------------ | ----------------------------------------- |
| Николас Вилис   | 1.500 м       | 3:29,66 НР   | 3:38,27 КВ    | 3. у гр 3     | 3:43,57 КВ       | 2. у гр 1        | 3:35,46           | 6 / 40 (41)  |                                           |
| Џулијан Метјуз  | 1.500 м       | 3:37,37      | 3:39,55 КВ    | 6. у гр 2     | 3:40,45          | 7 у гр 1         | Није се пласирао  | 18 / 37 (38) |                                           |
| Мајкл Кокран    | 400 м препоне | 49,72 НР     | 49,58 НР      | 7. у гр. 1    | Није се пласирао | Није се пласирао | Није се пласирао  | 14 / 29 (31) | Архивирано на веб-сајту (29. април 2018)  |
| Квентин Рев     | 20 км ходање  | 1:22:11 НР   |               |               |                  |                  | 1:22:18 ЛРС       | 17 / 50 (61) |                                           |
| Квентин Рев     | 50 км ходање  | 3:55:03      | 3:48:48 ЛР    | 10 / 38 (54)  |                  |                  |                   |              |                                           |
| Томас Волш      | Бацање кугле  | 21,50 НР     | 20,49 кв      | 3. у гр. А    |                  |                  | 21,58 ОКР, НР, ЛР | 4 / 31       | Архивирано на веб-сајту (28. август 2015) |
| Џеко Гил        | Бацање кугле  | 20,75        | 19,94 кв      | 8. у гр. А    | 20,11            | 8 / 31           |                   |              | Архивирано на веб-сајту (28. август 2015) |
| Стјуарт Фаркуар | Бацање копља  | 86,31        | 78,30         | 10. у гр. А   | Није се пласирао | 23 / 33          |                   |              |                                           |

### Жене
| Атлетичарка     | Дисциплина       | Лични рекорд | Квалификације   | Квалификације   | Полуфинале        | Полуфинале        | Финале            | Финале            | Детаљи |
| Атлетичарка     | Дисциплина       | Лични рекорд | Резултат        | Место           | Резултат          | Место             | Резултат          | Место             | Детаљи |
| --------------- | ---------------- | ------------ | --------------- | --------------- | ----------------- | ----------------- | ----------------- | ----------------- | ------ |
| Анџела Смит     | 800 м            | 1:59,06      | 2:00,62         | 4. у гр. 3      | 1:59,53           | 4. у гр. 2        | Није се пласирала | 16 / 32           |        |
| Ники Хамблин    | 1.500 м          | 4:04,82 НР   | 4:16,65         | 9. у гр. 2      | Није се пласирала | Није се пласирала | Није се пласирала | 31 / 34 (35)      |        |
| Ники Хамблин    | 5.000 м          | 15:18,02     | Није стартовала | Није стартовала |                   |                   | Није се пласирала | Није се пласирала |        |
| Роса Фланаган   | 3.000 м препреке | 9:41,42      | 10:00,71        | 12. у гр. 1     | Није се пласирала | 37 / 43 (45)      |                   |                   |        |
| Алана Барбер    | 20 км ходање     | 1:35:07 НР   |                 |                 |                   |                   | 1:33:20 НР        | 18 / 42 (50)      |        |
| Те Рина Кинан   | Бацање диска     | 60,78        | 59,20           | 9. у гр. А      |                   |                   | Нису се пласирале | 18 / 31           |        |
| Соситина Хакеаи | Бацање диска     | 59,81        | 54,89           | 15. у гр. Б     | 30 / 31           |                   | Нису се пласирале |                   |        |

#### Седмобој
| Дисциплина    | Портиа Бинг | Портиа Бинг | Портиа Бинг | Портиа Бинг | Портиа Бинг | Портиа Бинг  |
| Дисциплина    | Лич. рек.   | Резултат    | Бод.        | Плас.       | Укупно      | Плас.        |
| ------------- | ----------- | ----------- | ----------- | ----------- | ----------- | ------------ |
| 100 м препоне | 13,65       | 13,59 ЛР    | 1.037       | 15.         |             |              |
| Скок увис     | 1,80        | 1,80 ЛР     | 978         | 20.         | 2.015       | 18.          |
| Бацање кугле  | 12,30       | 13,60 ЛР    | 767         | 17.         | 2.782       | 18.          |
| 200 м         | 23,85       | 24,00       | 981         | 6.          | 3.763       | 8.           |
| Скок удаљ     | 6,20        | 5,95        | 834         | 23.         | 4.597       | 13.          |
| Бацање копља  | 37,85       | 34,69       | 566         | 31.         | 5.163       | 18.          |
| 800 м         | 2:14,28     | 2:14,88     | 894         | 13.         |             |              |
| Седмобој      | 6.102       |             |             |             | 6.057       | 16 / 28 (36) |